# Mentougou
Mentougou (chin. upr. 门头沟区, chin. trad. 門頭溝區, pinyin: Méntóugōu Qū) – dzielnica w zachodniej części Pekinu.
Liczy 1321 km² i 266 591 mieszkańców (2000). Jest podzielona na 4 poddzielnice i 9 gmin miejskich.